# Koreanosaurus boseongensis
Il koreanosauro (Koreanosaurus boseongensis) è un dinosauro erbivoro appartenente agli ornitopodi. Visse nel Cretaceo superiore (Santoniano/Campaniano. circa 85 milioni di anni fa) e i suoi resti sono stati ritrovati in Corea del Sud.

## Descrizione
Lungo circa un paio di metri, questo dinosauro è conosciuto per uno scheletro postcranico incompleto e per altri resti frammentari. Alcune caratteristiche lo distinguevano da altri ornitopodi simili: le vertebre del collo erano molto allungate, e le zampe anteriori erano insolitamente lunghe e massicce (in particolare lo scapolarcoracoide e l'omero); infine, le zampe posteriori erano meno lunghe rispetto a quelle di Hypsilophodon e Orodromeus. L'aspetto di Koreanosaurus, in generale, era molto diverso da quello degli altri ornitopodi: il collo allungato, le zampe anteriori forti e quelle posteriori relativamente corte lo facevano assomigliare più a un sauropodomorfo primitivo che a un veloce ornitopode.

## Classificazione
Questo dinosauro appartiene agli ornitopodi, un gruppo di dinosauri erbivori che svilupparono via via numerose specializzazioni (in particolare nel cranio) e aumentarono la taglia e le forme nel corso del Cretaceo. Koreanosaurus, tuttavia, appartiene a un gruppo di ornitopodi particolarmente antiquati che sopravvissero fino alla fine del Cretaceo e svilupparono differenti specializzazioni. Tra i suoi parenti più stretti, da ricordare i nordamericani Orodromeus, Zephyrosaurus e Oryctodromeus.

## Stile di vita
Alcune caratteristiche di questo animale (ad esempio le grandi zampe anteriori), unitamente a dati filogenetici, tafonomici e sedimentologici, hanno portato i paleontologi a pensare che Koreanosaurus fosse un animale scavatore, che probabilmente costruiva tane nel terreno, come il suo "cugino" Oryctodromeus.

## Altro dinosauro
In precedenza il nome Koreanosaurus era stato attribuito a un dinosauro dromeosauride da Kim nel 1979, ma non è mai stato descritto scientificamente. Questo nome si riferisce infatti ad un singolo reperto fossile trovato (un femore) in rocce risalenti al tardo Cretaceo nell'attuale Corea.